# Bystry Przechód
Bystry Przechód (słow. Bystré sedlo, niem. Lorenzjoch, węg. Lorenz-hágó) – wypłaszczenie w południowo-wschodniej grani Furkotu (Furkotský štít) w Tatrach, położone na wysokości 2372 m n.p.m. i rozpoczynające Grań Soliska. Najbliższym obiektem w tej grani jest najbardziej wysunięta na północ z Bystrych Czub o słowackiej nazwie Zadný Bystrý hrb. Bystry Przechód znajduje się bezpośrednio pod spiętrzeniem kopuły szczytowej Furkotu.
Przejście przez przechód było od dawna znane koziarzom. Pierwsze odnotowane przejście turystyczne (z Doliny Furkotnej do Doliny Młynickiej) – Emerich Kövi, Martin Róth i gajowy Peter 5 sierpnia 1879 r.; zimą – E. Baur, Alfred Martin, H. Schäfer 4 stycznia 1906 r. Przez miejsce to do 1993 r. poprowadzony był szlak turystyczny oznaczony kolorem żółtym z Doliny Młynickiej do Furkotnej. Obecnie szlak prowadzi przez sąsiednią przełęcz, położoną około 200 m na południowy wschód Bystrą Ławkę (2315 m). Na wielu mapach zaznaczona jest jedna przełęcz Bystry Przechód (nazwa używana także na oznaczenie Bystrej Ławki).
Słowacka nazwa dotyczy szeroko pojętego obniżenia grani pomiędzy Furkotem a Wielkim Soliskiem, w tym także Bystrej Ławki, będącej jej najniższym punktem. Nazwy węgierska i niemiecka upamiętniają taternika Viktora Lorenca.

## Szlaki turystyczne
– żółty szlak ze Szczyrbskiego Jeziora dnem Doliny Młynickiej obok wodospadu Skok i dalej na Bystrą Ławkę, położoną nieco na południe od Bystrego Przechodu, stamtąd dalej do Doliny Furkotnej. Przejście szlakiem przez przełęcz jest dozwolone w obie strony, jednak zalecany jest kierunek z Doliny Młynickiej do Furkotnej w celu uniknięcia zatorów na łańcuchach.
- Czas przejścia ze Szczyrbskiego Jeziora na Bystrą Ławkę: 3:30 h, ↓ 2:35 h
- Czas przejścia z Bystrej Ławki do rozstaju ze szlakiem niebieskim w Dolinie Furkotnej: 1:30 h, ↑ 2 h